# П'єтро Перуджіно
П'є́тро Перуджі́но (італ. Pietro Perugino, справжнє ім'я італ. Pietro di Cristoforo Vannucci (1446, Чітта-делла-П'єве біля Перуджі — 1523, Перуджа) — художник доби Відродження в Італії. Малював вівтарні картини, церковні фрески, портрети. Відомий представник Умбрійської школи живопису.

## Біографія

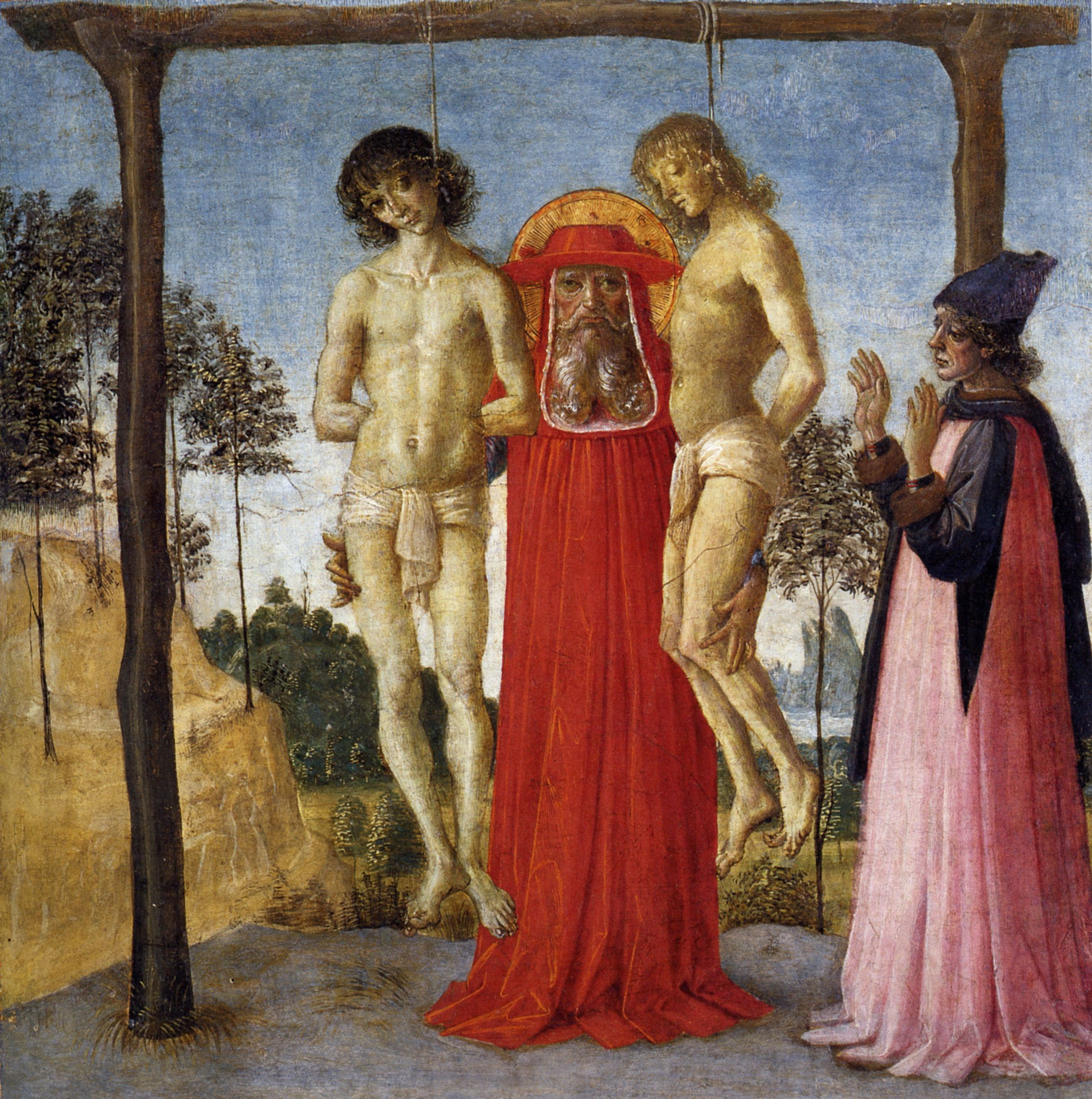
Св. Єронім з двома повішеними

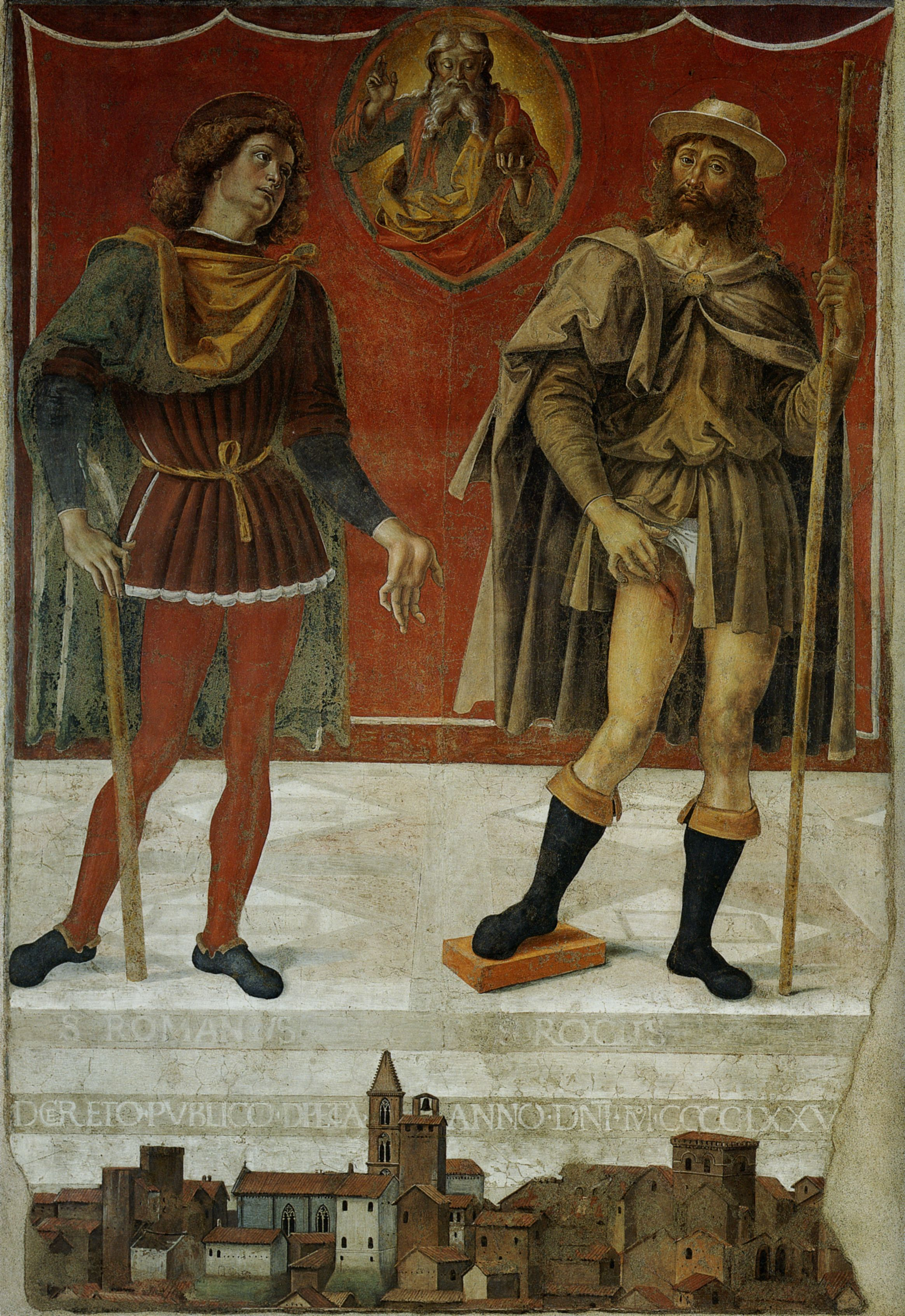
Містечко Дерута і святі Романео та Рох

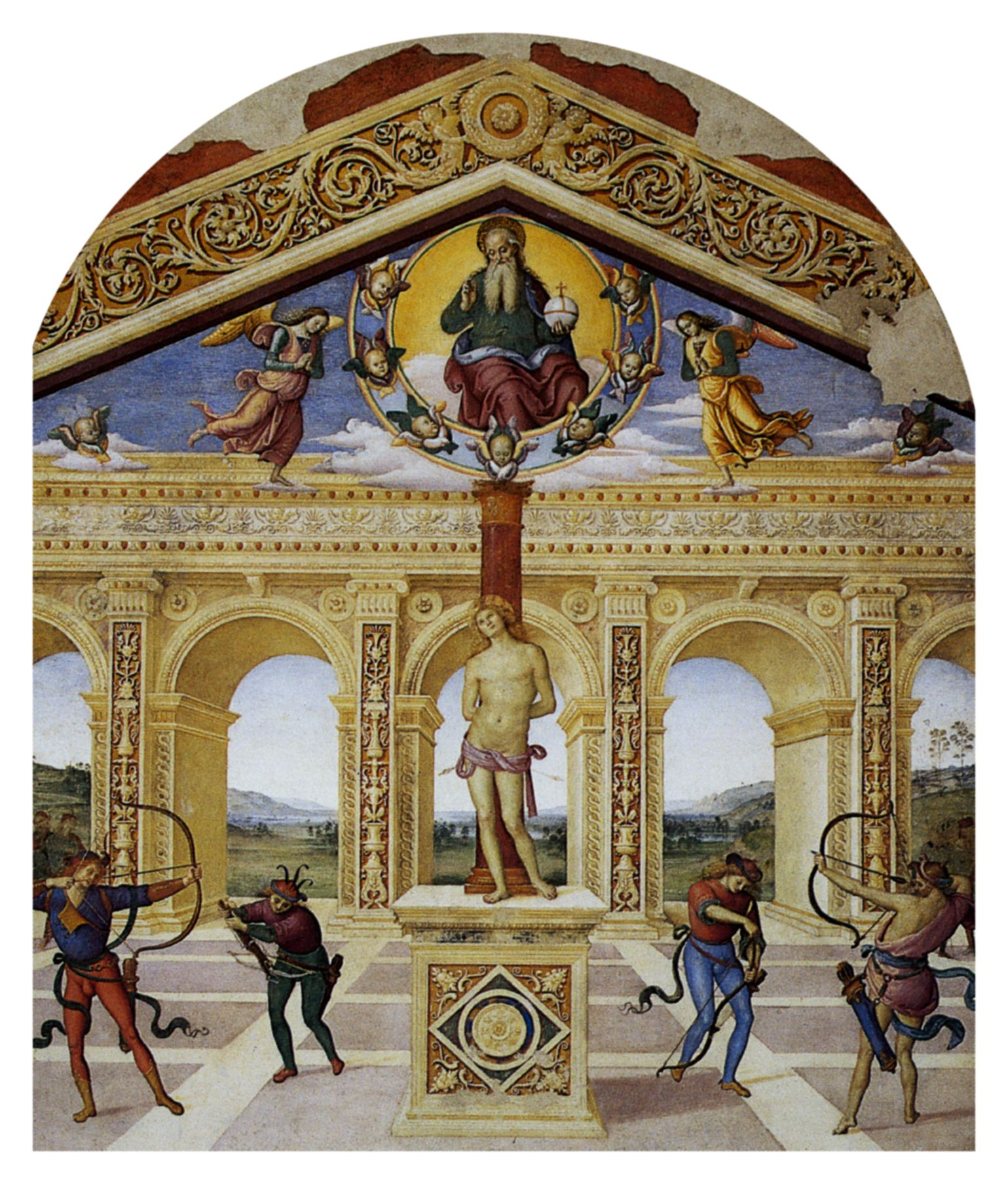
Мучеництво святого Себастьяна (Перуджіно)

Народився в містечку Чітта делла П'єве, що поблизу Перуджі. Первісне художнє навчання отримав у маловідомого місцевого художника. 1470 року перебрався у Флоренцію, де став учнем і помічником художника та скульптора Андреа Верроккйо. Уславився як майстер фресок.
Як уславленого майстра 1481 року його викликав до Риму папа Сікст IV, де Перуджіно отримав замовлення на фрески Сікстинської капели, домової каплиці римських пап на той час. Створив в Римі одну з найкращих своїх фресок — «Христос передає ключі від раю Апостолу Петру» (Ватикан), що увійшла в усі енциклопедії з мистецтва. Хист до композицій у Перуджіно виявився більшим, ніж у Боттічеллі, фрескові композиції якого хаотичні і перенасичені дрібницями.
Перуджіно не втримався в Римі і працював на замовлення в різних, але малих містах Італії. Мав свою майстерню, куди брав учнів. Найталановитішим серед них був Рафаель, який перебрався до Перуджіно у 1500 році. В майстерні Перуджіно молодий Рафаель працював чотири роки, до 1504 року. Вплив художньої манери Перуджіно був відчутний у ранніх творах Рафаеля. В 1504 році Рафаель написав портрет із зображенням обличчя К’яри Фанчеллі, дружини П'єтро Перуджіно, який був виконаний на дерев’яній панелі з тополі розміром 46 см на 34 см. Про це було повідомлено 17 вересня 2023 року, на міжнародній конференції «Бачення досконалості Рафаеля Санті», що проходила в Пергола (Італія).
В подальші роки відмовився від вивчення натури і працював за давніми зразками та схемами, що погіршило виразність всіх його картин. Порівняння з новими майстрами живопису не витримав, бо його пізня манера була застарілою і провінційно обмеженою.
Великим недоліком таланту Перуджіно була нездатність передати драматичні і трагічні сторінки життя й біблійних історій, що рясніють насильством і трагедіями. В сценах оплакування мертвого Христа Мадонна або святі у Перуджіно тихо сумують, що не відповідало правдивій ситуації. Це було контрастом поряд з дійсно правдивими творами Мантеньї або скульптора з Модени Гвідо Маццоні чи скульптора Нікколо дель Арка, сучасників Перуджіно.
У 1524 році помер у місті Перуджа від чуми, епідемія якої тоді вирувала в місті.

## Портрети Перуджіно
Найкращі серед портретів Перуджіно — на фресці Сікстинської капели «Христос передає ключі від раю Апостолу Петру», але залишилося і декілька його станкових портретів. Майже всі вони чоловічі, мають невеликий розмір і досить інтимну характеристику моделей.
Портрети Перуджіно вплинули на ранішні портрети геніального Рафаеля, що запозичив у вчителя усе цінне, але пішов далі. Учень виявився сміливішим і талановитішим за вчителя. Особливо вдалим став Портрет невідомого (картина Рафаеля), що належить колекції галереї Боргезе, Рим.

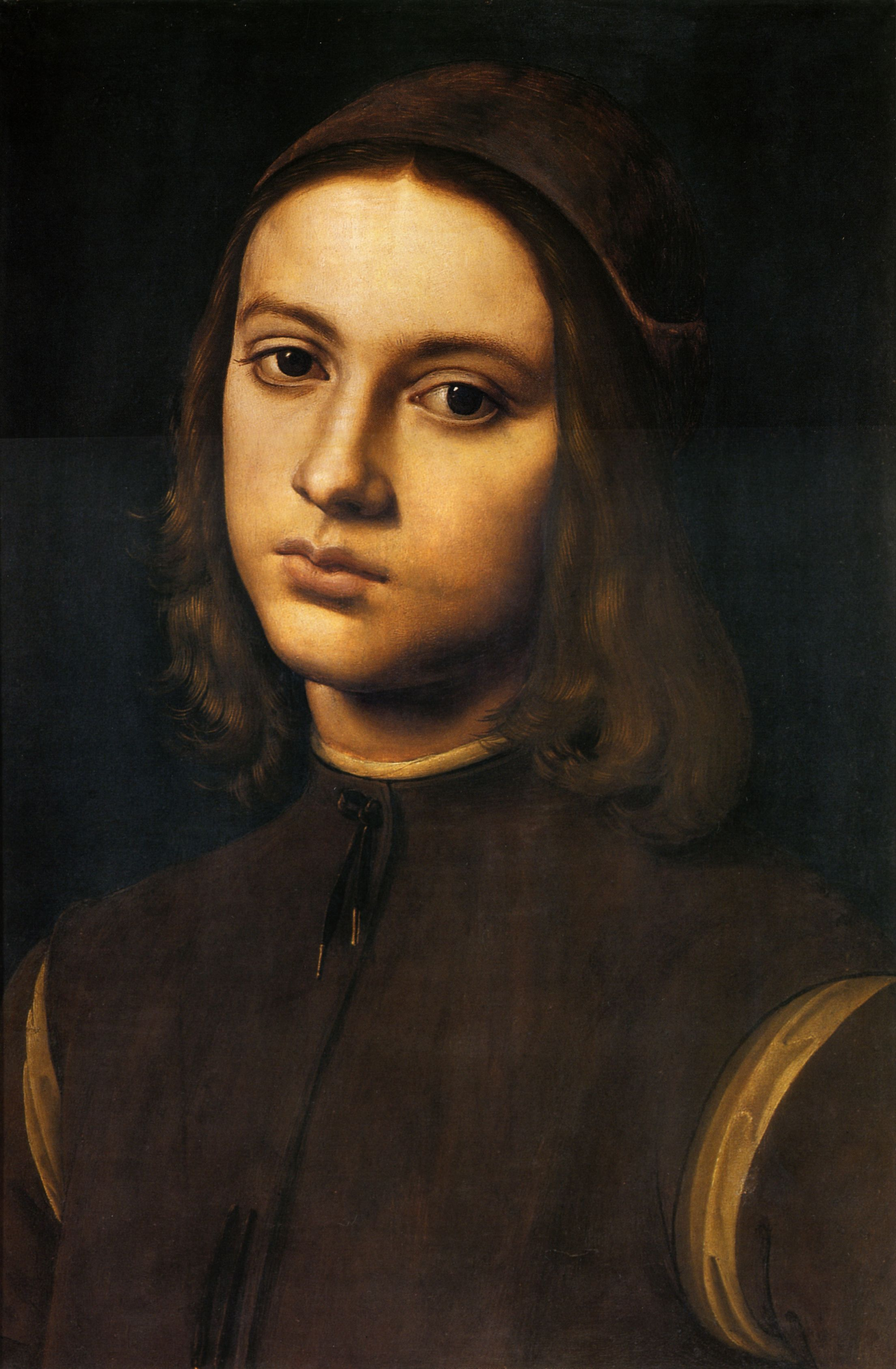
Портрет невідомого юнака
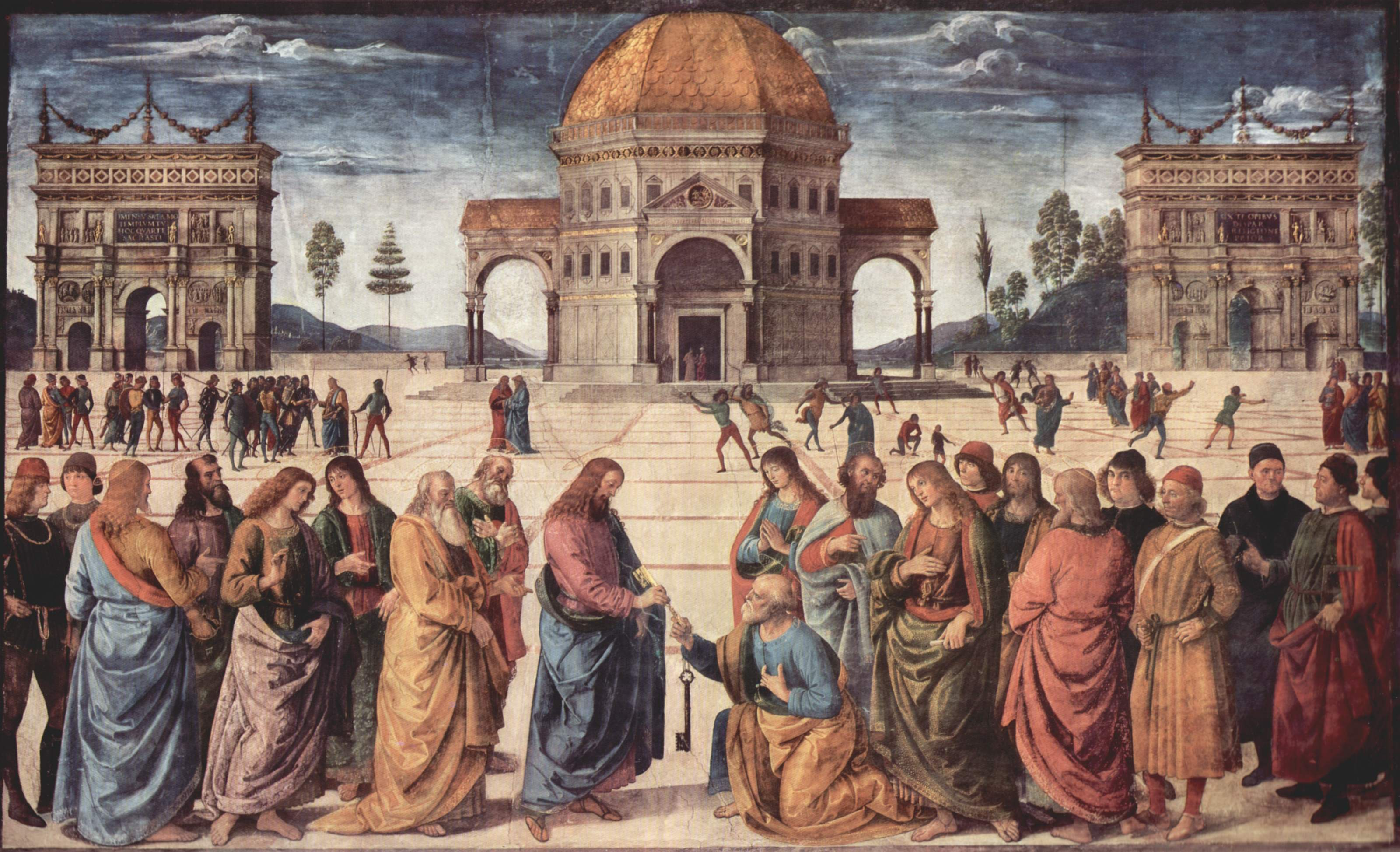
Христос передає ключі від Раю Апостолу Петру, 1480-82 рр. Ватикан, Сікстинська капела
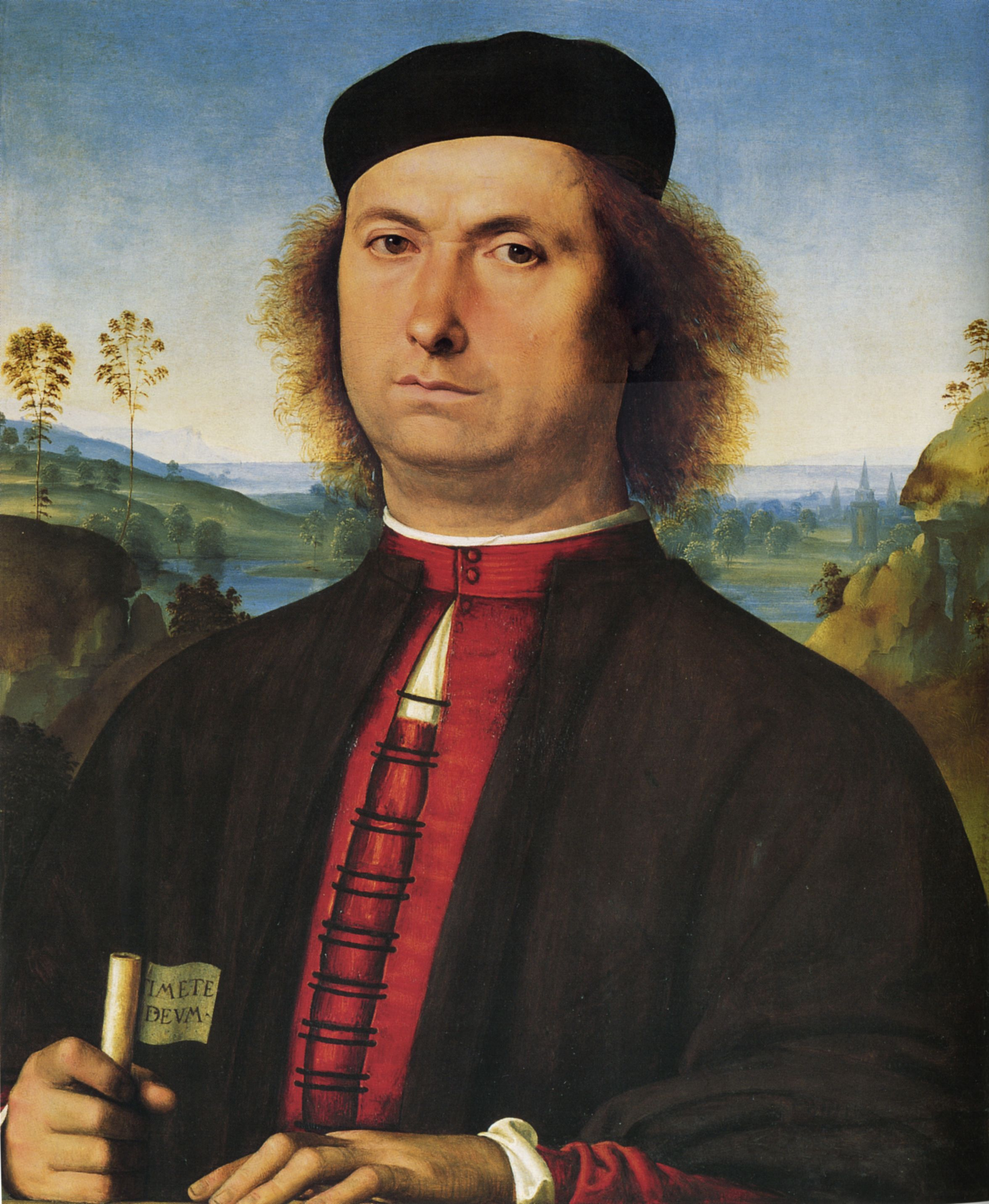
Портрет невідомого, Галерея Уффіці

## Мадонни Перуджіно

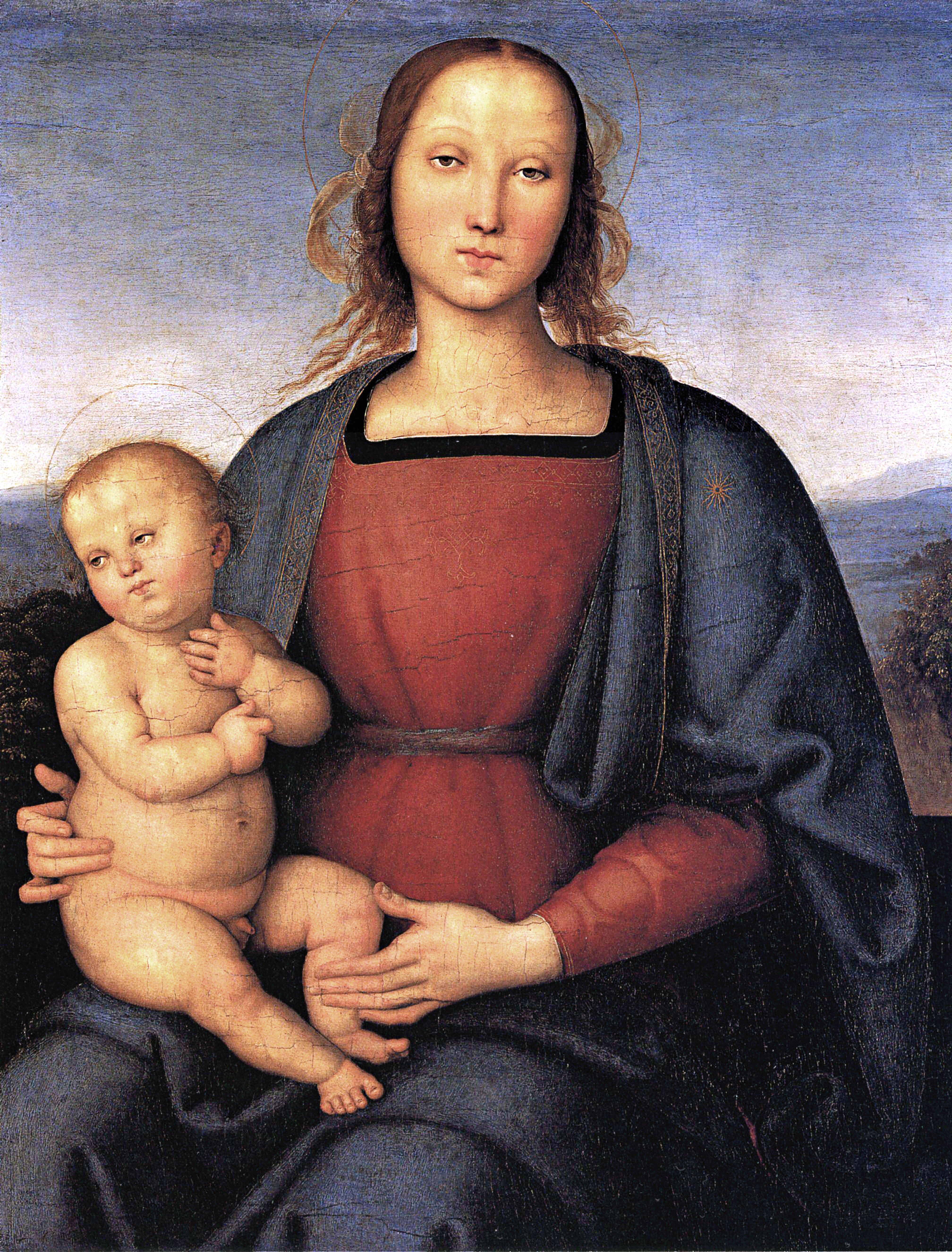
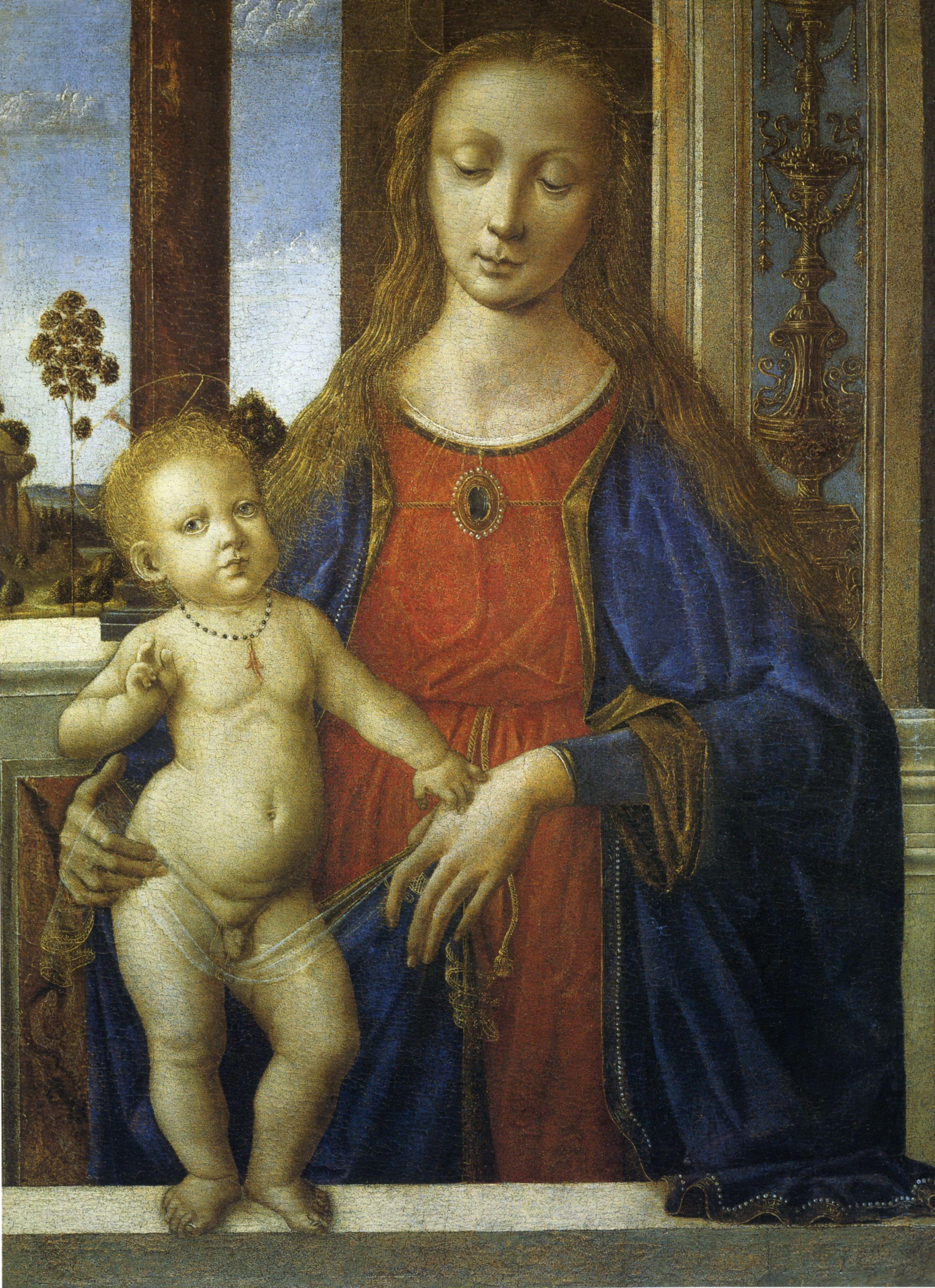
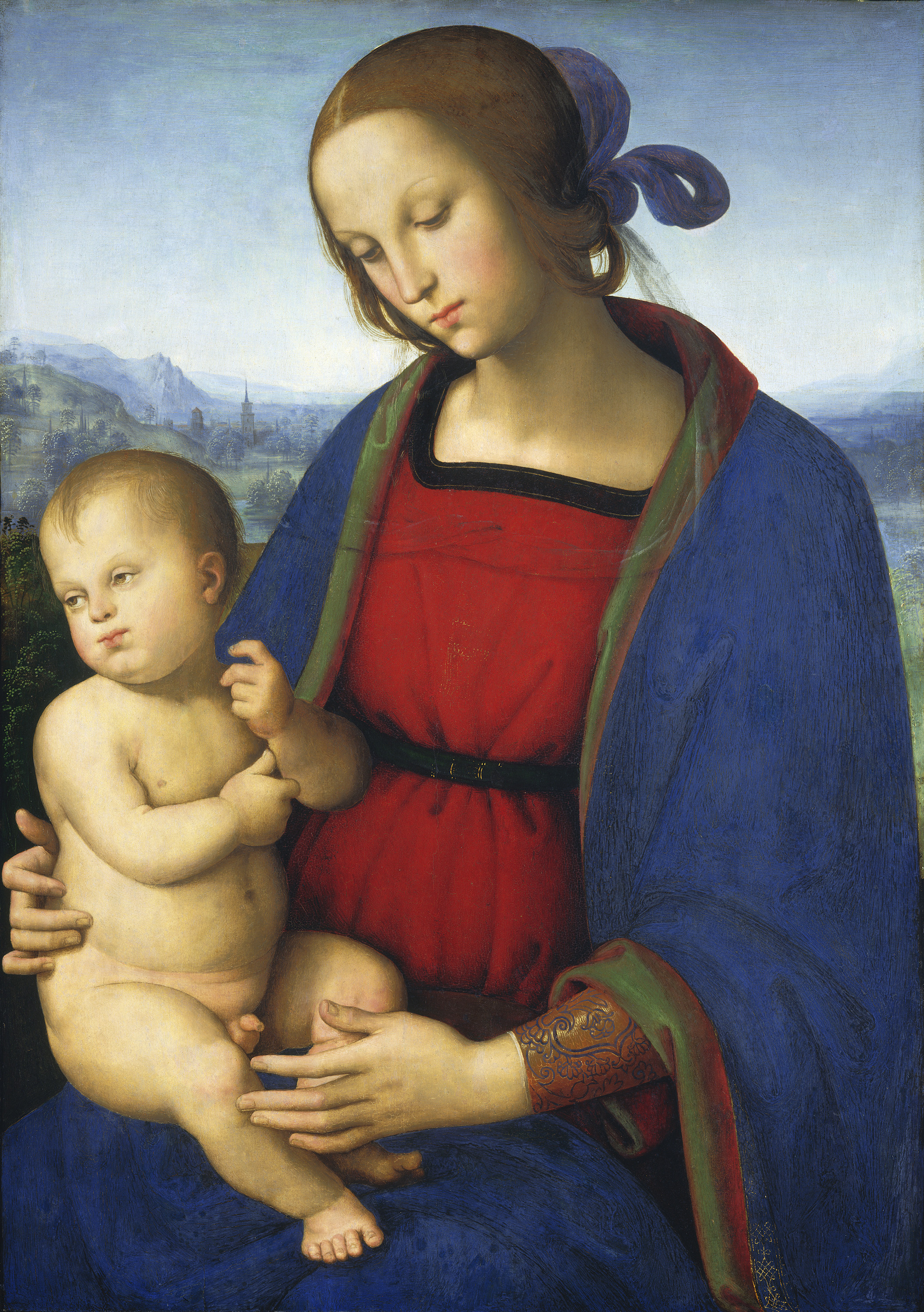

## Вівтарі Перуджіно

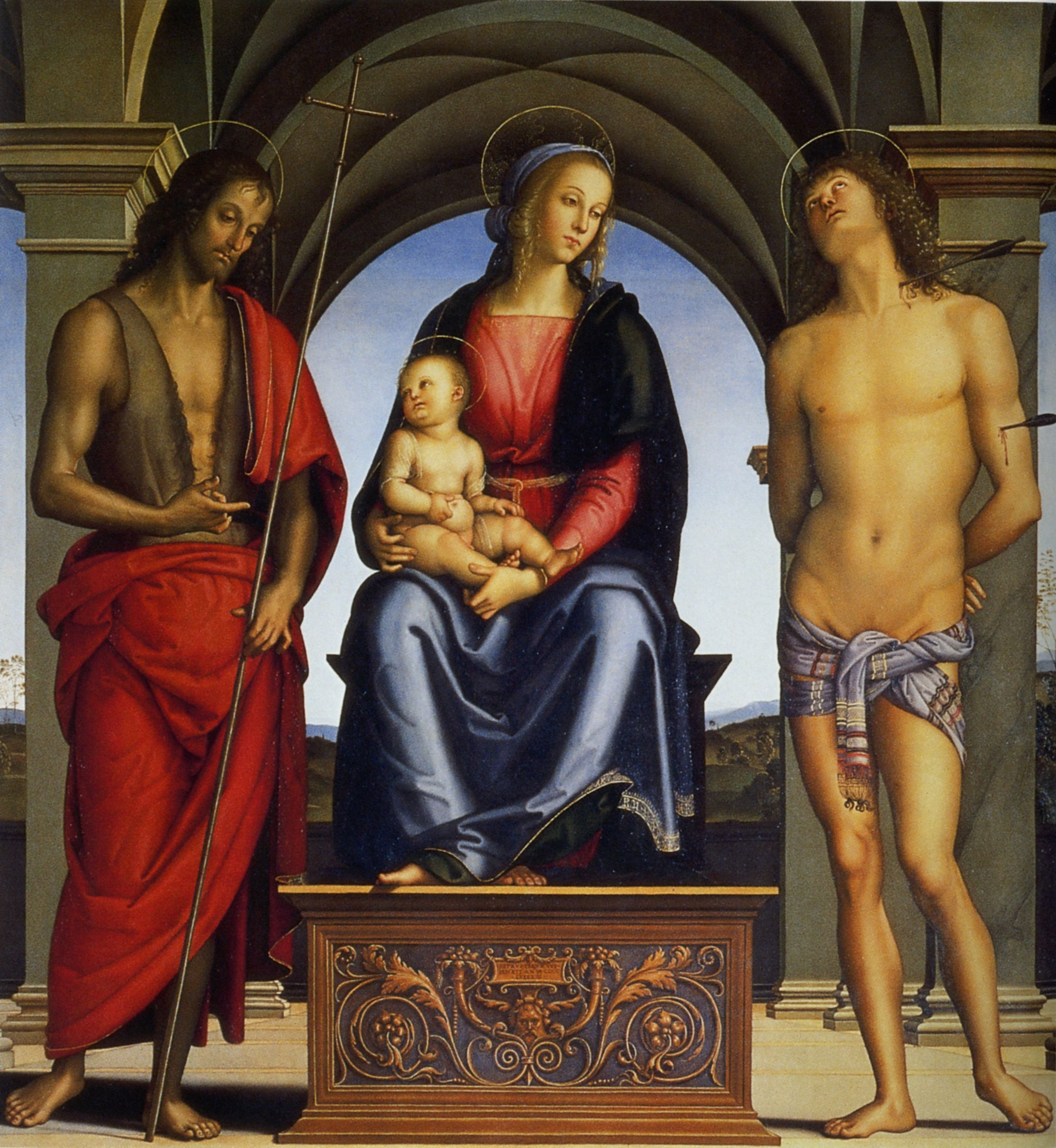
Мадонна зі св. Іоанном Хрестителем та св. Себастьяном
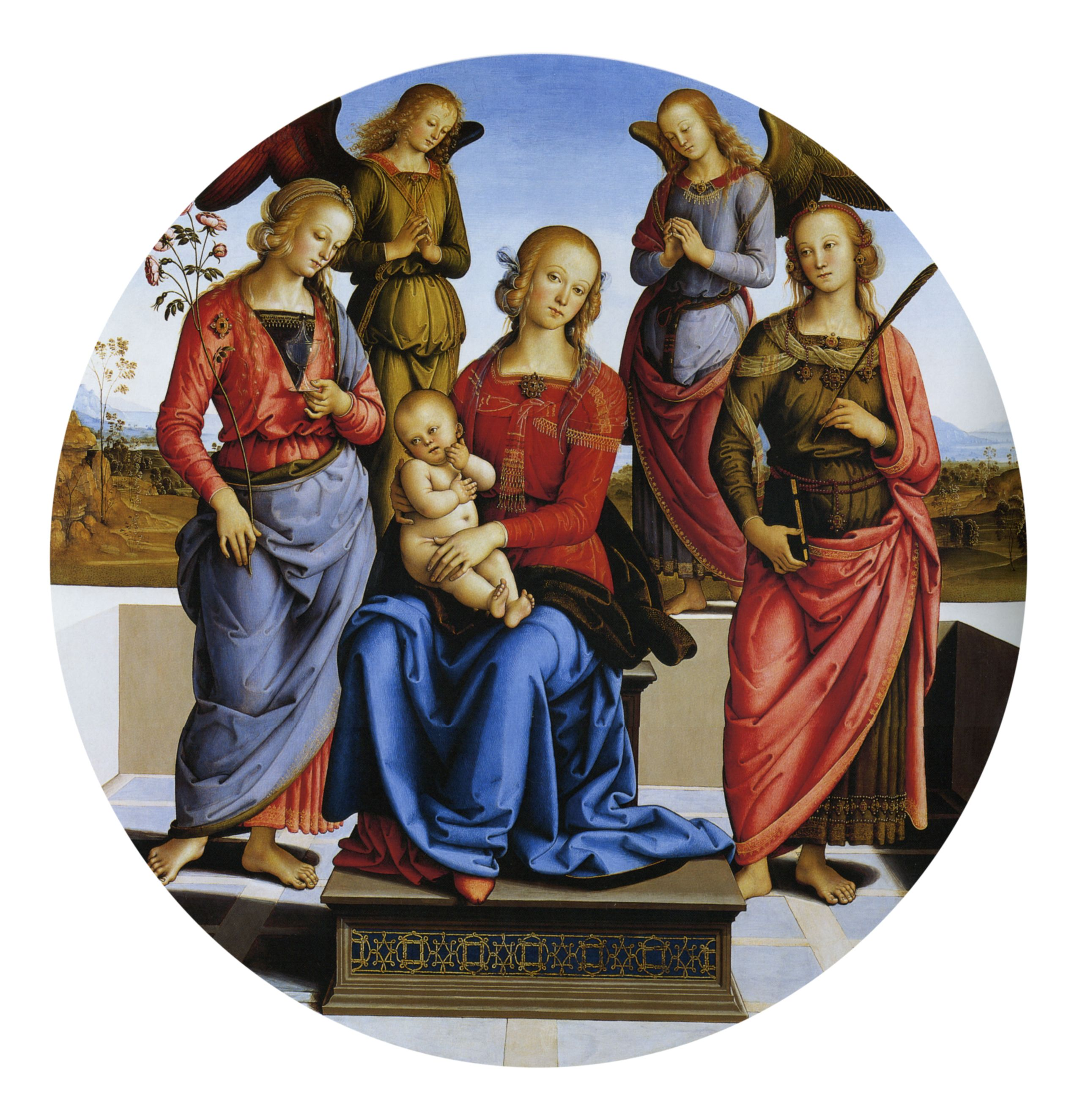
Мадонна зі св. Розою та Катериною Александрійською
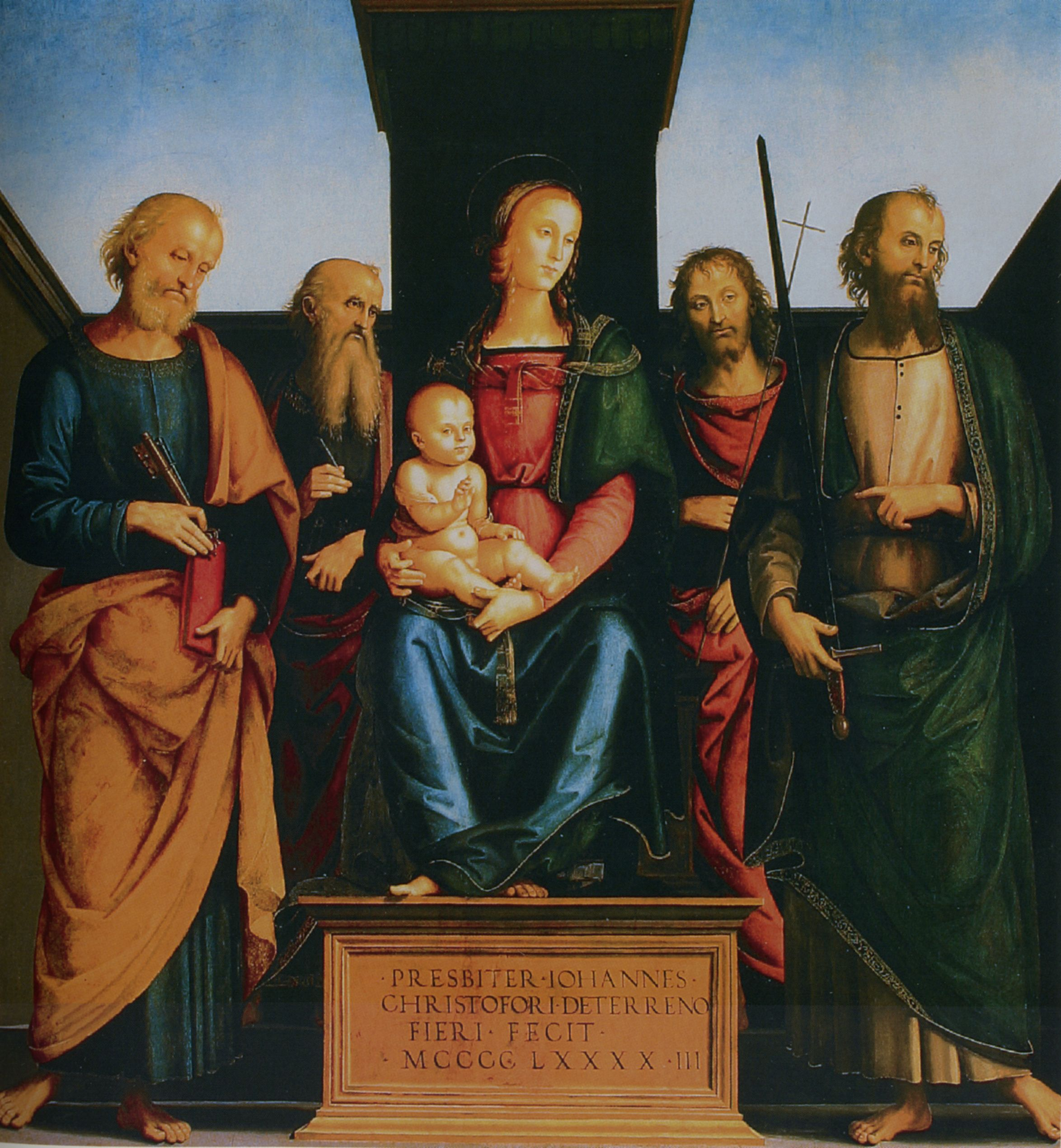
Мадонна з апостолом Петром, євангелістом Іоанном, Іоанном Хрестителем та апостолом Павлом